# PulseAudio
PulseAudio（以前叫Polypaudio）是一个跨平台的、可通过网络工作的声音服务，其一般使用于Linux和FreeBSD操作系统。它可以用来作为一种简易改进的Enlightened Sound Daemon （页面存档备份，存于）（ESD）替换。
PulseAudio主要运行于POSIX兼容系统（如Linux和FreeBSD）。PulseAudio是自由软件，基于GNU宽通用公共许可证 （LGPL）2.1协议
该项目创建于2004年，当时的名称叫Polypaudio，但在2006年更名为PulseAudio。
PulseAudio与新出现的PipeWire竞争，后者提供了一个兼容PulseAudio的服务组件（称为pipewire-pulse），PipeWire现在被许多Linux发行版默认采用以替换PulseAudio，包括Fedora Linux、Ubuntu和Debian。

## 描述

PulseAudio operational flow chart

PulseAudio是一个声音服务器，一个后台进程从一个或多个音源（进程或输入设备）接受声音输入 然后重定向声音到一个或多个槽（声卡，远程网络PulseAudio服务，或其他进程）。
PulseAudio的一个目的通过它是重定向所有声音流，包括那些试图访问硬件的进程（像那些遗留的基于OSS的软件）。PulseAudio通过提供适配器给那些使用不同的声音系统，像aRts和ESounD。
在Linux下的典型方案，用户提供配置ALSA来使用PulseAudio提供的虚拟设备。尽管应用使用ALSA会将输出的声音输出到PulseAudio，然后PulseAudio会使用ALSA它自己来访问真正的声卡. PulseAudio同样提供它自己的接口给应用程序，用来直接支持PulseAudio，就像那些遗留的基于ESD的软件，这样使得PulseAudio适合作为ESD的替代品。
对于OSS的软件, PulseAudio提供padsp工具，用来代替硬件文件夹像/dev/dsp，欺骗应用程序，使程序以为它们有声卡的完全控制权。在事实上，它们的输出被PulseAudio重定向。

## 特点
PulseAudio的主要特点包括:
- 可对每一个应用程序进行音量控制Per-application volume controls[7]
- 可扩展的插件与支持可装载模块架构
- 兼容性许多流行的音频应用程序[8]
- 支持多重音源和多重输出
- 低延时操作[來源請求]和支持延迟测量
- 一个对处理器资源效率零拷贝内存架构
- 能够发现本地网络上使用PulseAudio的其他计算机并通过其扬声器直接播放声音
- 能够改变一个应用程序的声音输出设备，就算这个应用程序在播放声音（程序不需要支持这特性，而事实上，程序甚至没有意识到改变）
- 带有脚本功能的命令行界面
- 一个功能完善且带有命令行重新配置功能的守护进程
- 内置采样转换和重采样功能
- 能够合并多块声卡成一个声卡
- 能够同步播放多个音频流
- 动态检测蓝牙音频设备
- 使全系统均衡的能力

## 使用
PulseAudio被几个主要Linux发行版使用，例如Fedora、Ubuntu、Mandriva、Linux Mint、openSUSE和OpenWRT。GNOME项目中还有越来越多的对Pulseaudio的支持。
PulseAudio已经被多款基于Linux的移动电话设备当作声音系统，包括Nokia N900和Palm Pre.
当PulseAudio第一次公开发布时, PulseAudio开发者Lennart Poettering描述它为"the software that currently breaks your audio".  Poettering later claimed that "Ubuntu didn't exactly do a stellar job. They didn't do their homework" in adopting PulseAudio for Ubuntu "Hardy Heron" (8.04), a problem which was then improved with subsequent Ubuntu releases. However, on October 2009, Poettering reported that he was still not happy with Ubuntu's integration of PulseAudio.
某些程序，包括Linux上的旧版的Adobe Flash，在PulseAudio上造成不稳定.幸运的是较新的Flash插件的不引起冲突，因此Flash和PulseAudio的是兼容的。

## 替代品
ALSA提供一个软件调音台叫dmix，它是在PulseAudio前开发的。这是几乎可以在所有的Linux发行版使用的一个简单的PCM音频混合的解决方案。但它不提供PulseAudio的高级功能（如高品质的重采样，聚合装置，定时的调度和网络音频）。
JACK是一个提供相比PulseAudio更专业的服务的体系，提供实时和低延时的表现。
和自从JACK2开始支持对称多处理，使得所有的音频客户端能有效平衡负载于多个处理器。音频客户端可以彼此之间任意连接。在JACK的所有客户之间的图新连接，可以被多种应用程序可视化和编辑，例如Qjackctl。这使得它非常直观地概述了整体音频控制流，可以在任何时候修改所有的音频应用程序和硬件路由。JACK对专业音频软件来说是首选的专业音频应用服务，例如Ardour、Rezound和LinuxSampler。
在OSS V4的声音系统，如4Front，可提供软件混音，重采样和改变对每个应用程序的基础量，与PulseAudio对比，这些功能是在内核中实现。PulseAudio的还可以与现有的音响系统互操作，包括那些设计成独占声卡的程序（OSS V3）
PipeWire是一款同时处理音频和视频的多媒体框架，旨在支持PulseAudio和Jack目前处理的用例。